# Coupe Kirin 1994
Navigation
Édition précédente Édition suivante
La Coupe Kirin 1994 ((ja) キリンカップサッカー1994) est la quinzième édition de la Coupe Kirin, organisée par le Japon. Se déroulant au cours du mois de mai, elle oppose cette année-là, la France, l'Australie et le Japon. Cette compétition se passe trois semaines avant la Coupe du monde de football de 1994, aux États-Unis.

## Stades retenus
| \| Hiroshima Kobé Tokyo \| Sites des matchs de la Coupe Kirin 1994. |
| Hiroshima Kobé Tokyo                                                |

| Ville     | Stade                              | Club résident          |
| --------- | ---------------------------------- | ---------------------- |
| Hiroshima | Grande Arche d'Hiroshima           | Sanfrecce Hiroshima    |
| Kobe      | Stade du Mémorial de l'Universiade | Vissel Kobe            |
| Tokyo     | Stade olympique de Tōkyō           | Pas de clubs résidents |

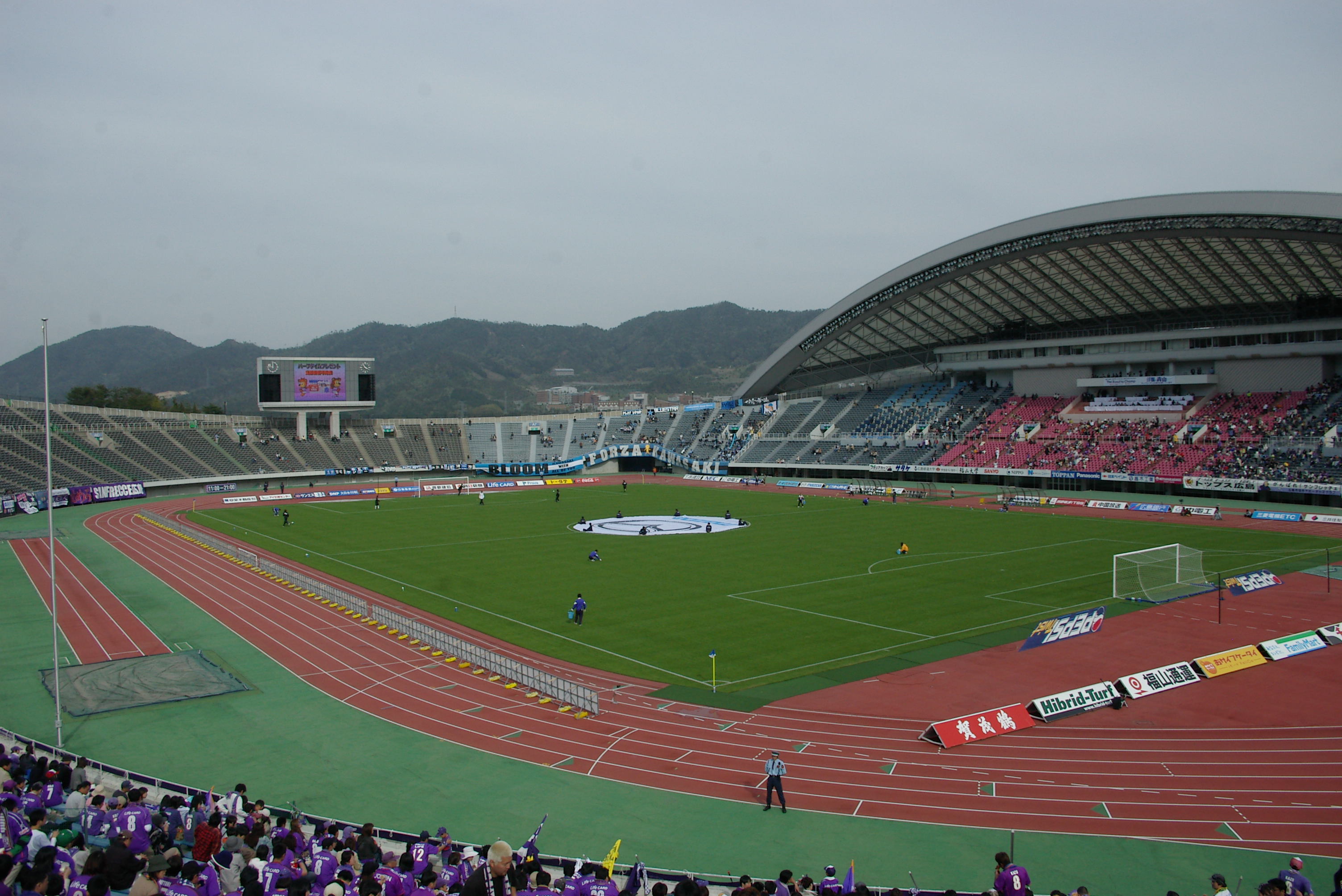
La Grande Arche d'Hiroshima (広島広域公園陸上競技場)
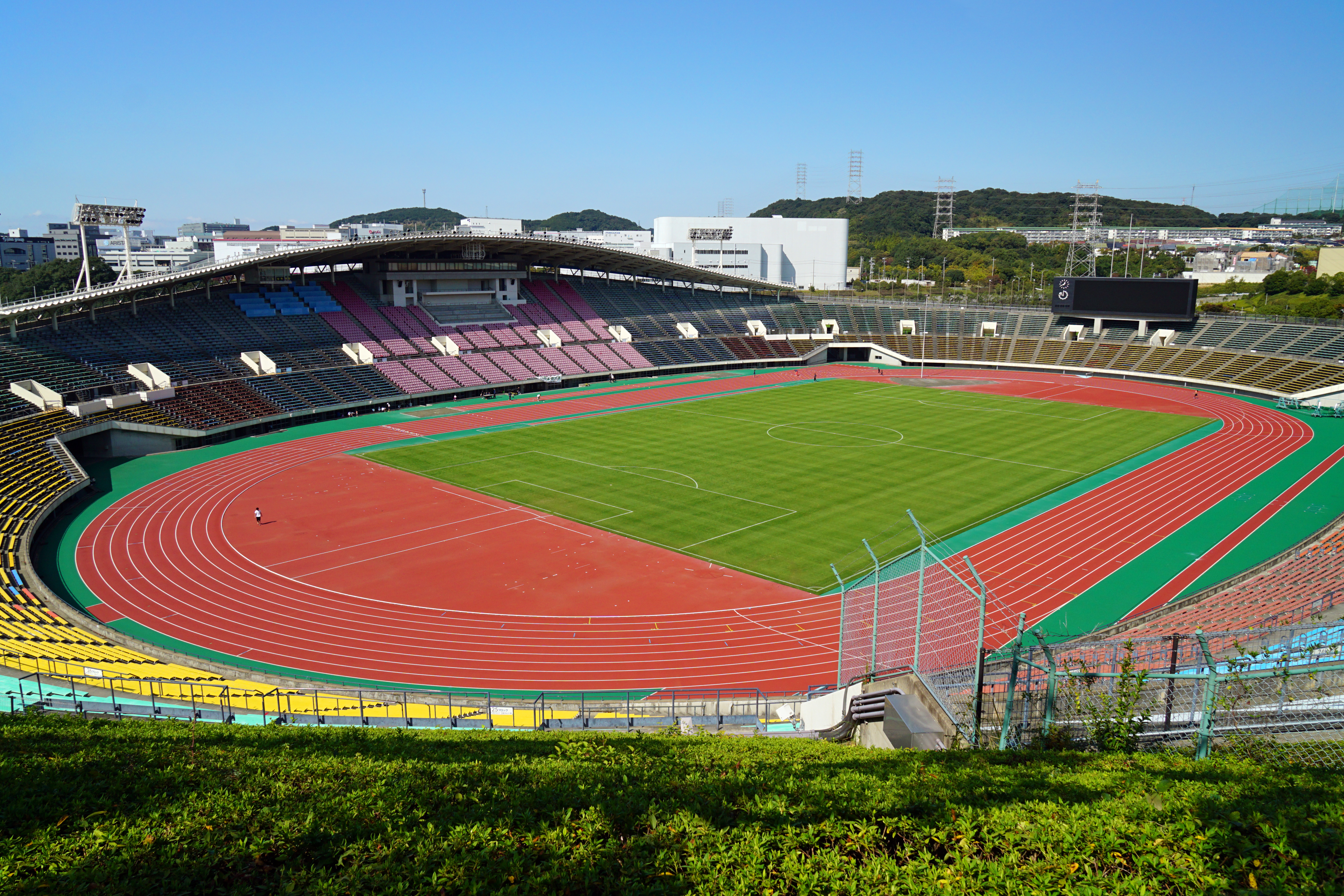
Le Stade du Mémorial de l'Universiade (神戸総合運動公園ユニバー記念競技場)
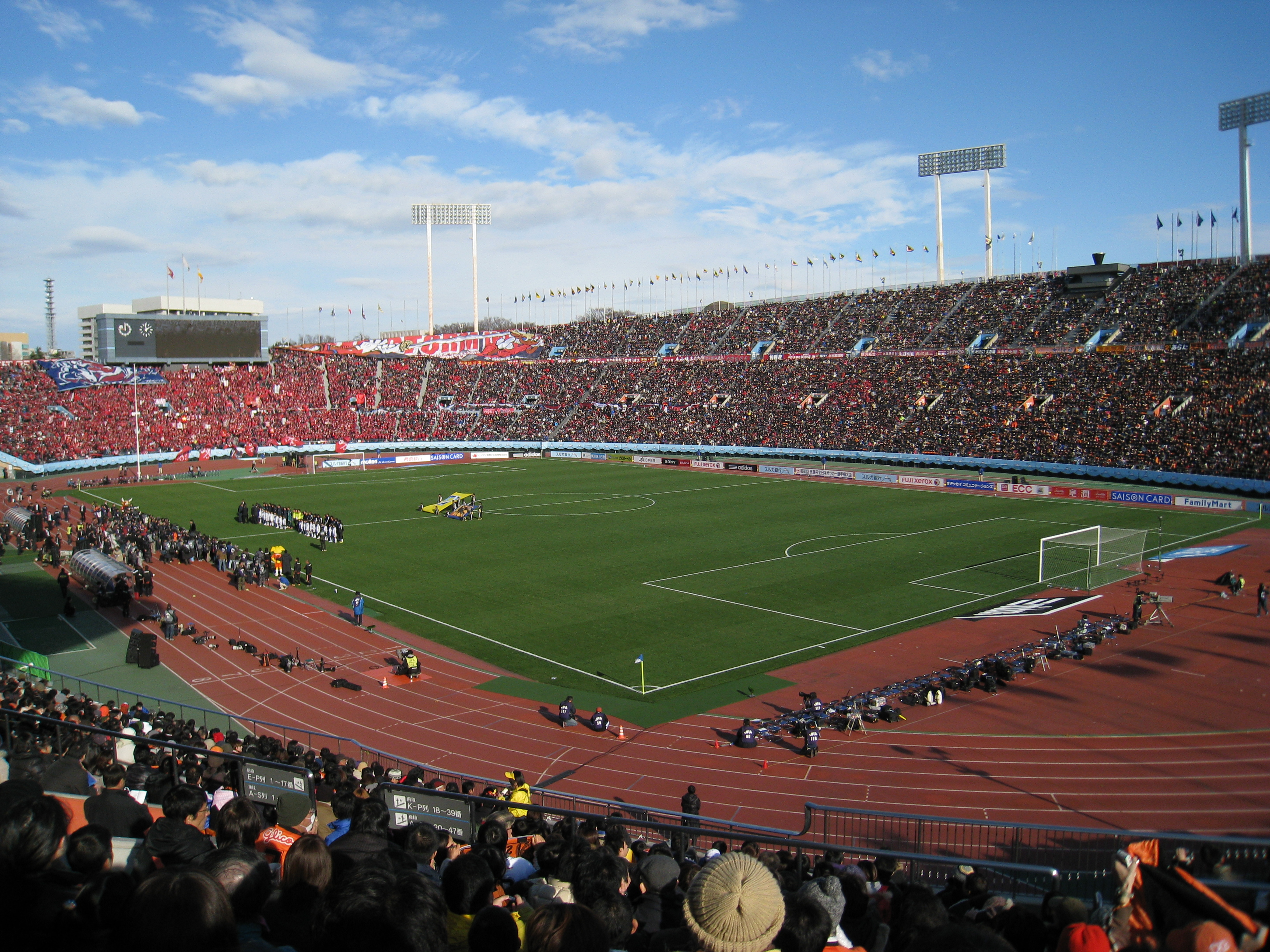
Le Stade olympique national (国立霞ヶ丘陸上競技場)

## Arbitres de la compétition
Trois arbitres asiatiques ont été choisis pour diriger les matchs : 
- Letchmanasamy Kathirveloo[4]
- Masayoshi Okada[5] (岡田 正義 en japonais)
- Pirom Un-Prasert[6] (ภิรมย์ อั๋นประเสริฐ en thaï)

Ces trois arbitres ont une carrière naissante : le Malaisien Letchmanasamy Kathirveloo a déjà arbitré un match de la Coupe du monde de football des moins de 17 ans 1991 et trois matchs de la Coupe du monde de football des moins de 20 ans 1993, dont le match pour la troisième place. Quant au Thaïlandais Pirom Un-Prasert, il a dirigé la finale de la Dynasty Cup 1992. Pour finir, Masayoshi Okada a arbitré la finale de la Coupe de l'Empereur 1993 et une demi-finale de la Coupe de la Ligue japonaise 1993.

## Forces en présence
L'équipe de France de football a été invitée à participer à la Coupe Kirin en mai 1994. Pour le nouveau sélectionneur national Aimé Jacquet, en place seulement depuis le mois de décembre 1993, cette compétition était l'occasion de procéder à une large revue d'effectif et de faire vivre le groupe ensemble sur une période plus longue que lors des classiques matchs amicaux. Il s'agit des troisième et quatrième matchs d'Aimé Jacquet à la tête de la sélection française.
La France a été éliminée lors des éliminatoires de la Coupe du monde 1994, devancée par la Bulgarie et la Suède, après deux défaites lors des deux dernières journées contre Israël et contre la Bulgarie. Avant le tournoi, la France est la dix-septième sélection dans le classement FIFA du 17 mai 1994.
Quant au Japon, pays organisateur de la Coupe Kirin, il rate la qualification de peu, lors du match contre l'Irak, appelé "Tragédie de Doha", après le but de Salman à la quatre-vingt-dixième minute. La sélection japonaise est dirigée par un sélectionneur brésilien, Paulo Roberto Falcão, qui est le second entraineur étranger à diriger les Blue Samurais. Avant le tournoi, le Japon est la cinquante-quatrième sélection dans le classement FIFA du 17 mai 1994.
Quant à l'Australie, elle remplace l'Argentine, qui refuse de participer à cause d'un problème de visa non délivré pour Diego Maradona. Elle remporte les éliminatoires de la zone Océanie mais dans les barrages inter-continentales, elle bat le Canada mais s'incline face à l'Argentine et rate la qualification à la Coupe du monde 1994. Avant le tournoi, l'Australie est la quarante-quatrième sélection dans le classement FIFA du 17 mai 1994.
|  | Japon | France | Australie |

## Résultats et résumés de matchs
| 22 mai 1994 | Japon                                    | 1 – 1 | Australie     |                                                                                       |                                                                                       |
| | Asano 6e                                 | | 68e A. Vidmar | Grande Arche d'Hiroshima, Hiroshima Spectateurs : 27 350 Arbitrage : Pirom Un-Prasert | Grande Arche d'Hiroshima, Hiroshima Spectateurs : 27 350 Arbitrage : Pirom Un-Prasert |
| | (Rapports de la JFA etde ozfootball.com) | |               | Grande Arche d'Hiroshima, Hiroshima Spectateurs : 27 350 Arbitrage : Pirom Un-Prasert | Grande Arche d'Hiroshima, Hiroshima Spectateurs : 27 350 Arbitrage : Pirom Un-Prasert |
| Maekawa - Ihara, Natsuka ?e, Hashiratani - Kondo, Iwamoto, Asano ( 83e Moriyasu), Sawanobori, Maezono ?e ( 30e Hasegawa) - Miura, Sato ( 46e Ogura) | Équipes                                  | Zabica ( 36e Kalac) - T. Vidmar - Duraković, Ivanović, Tobin, van Blerk, Slater, Zelić, Wade - Veart, A. Vidmar 75e |               | Grande Arche d'Hiroshima, Hiroshima Spectateurs : 27 350 Arbitrage : Pirom Un-Prasert | Grande Arche d'Hiroshima, Hiroshima Spectateurs : 27 350 Arbitrage : Pirom Un-Prasert |

Sixième confrontation entre les Socceroos et les Blue Samurais, les deux équipes ne se sont plus affrontées depuis les qualifications de la Coupe du monde 1970 et les deux équipes restent sur un match nul (un but partout en 1969 à Séoul).
Sous la direction du sélectionneur Paulo Roberto Falcão, le Japon affronte l'Australie. À la sixième minute, les Blue samurais obtiennent un coup franc à trente-sept mètres, que tire le numéro huit japonais Asano directement mais le gardien australien Zabica fait une erreur de main, permettant l'ouverture du score. Le sélectionneur Eddie Thomson décide de le remplacer à la trente-sixième minute par Kalac.
En seconde période, sur une passe en profondeur venue du rond central, A. Vidmar part en face-à-face contre Maekawa, que ce dernier dévie mais le ballon part vers le but et il est sauvé sur la ligne par un défenseur mais l'action se poursuit et la défense laisse un Australien faire une tête pour le numéro dix A. Vidmar qui marque aux six mètres à la soixante-huitième minute.
| 26 mai 1994    | Australie | 0 – 1   | France |                                                                                           |                                                                                           |
| 19:00 (UTC+09) | |         | 42e Cantona | Stade du Mémorial de l'Universiade, Kobé Spectateurs : 16 743 Arbitrage : Masayoshi Okada | Stade du Mémorial de l'Universiade, Kobé Spectateurs : 16 743 Arbitrage : Masayoshi Okada |
| 19:00 (UTC+09) | (Rapports de la FFF etde ozfootball.com)                                                                                        |         | | Stade du Mémorial de l'Universiade, Kobé Spectateurs : 16 743 Arbitrage : Masayoshi Okada | Stade du Mémorial de l'Universiade, Kobé Spectateurs : 16 743 Arbitrage : Masayoshi Okada |
| 19:00 (UTC+09) | Kalac - T. Vidmar ( 72e Polak), Duraković, Ivanović, Tobin - van Blerk, Slater, Zelić, Wade ( 83e Markovski) - Veart, A. Vidmar | Équipes | Barthez - Angloma, Karembeu, Blanc, di Meco - Petit, Ferri - Cantona , Dugarry ( 74e Martins), Papin, Ginola ( 74e Pedros) | Stade du Mémorial de l'Universiade, Kobé Spectateurs : 16 743 Arbitrage : Masayoshi Okada | Stade du Mémorial de l'Universiade, Kobé Spectateurs : 16 743 Arbitrage : Masayoshi Okada |

Le Japon ayant invité la France à disputer la Coupe Kirin, les Bleus affrontent pour la première fois l'Australie, remplaçant au pied levé l'Argentine.
Pour cette rencontre qui a lieu sur un terrain rendu impraticable par la pluie, le sélectionneur Aimé Jacquet laisse au repos la plupart de ses titulaires et effectue des essais tactiques : Laurent Blanc est rappelé au poste de libero, dans une formule en 5-2-3 où Angloma et di Meco opèrent comme stoppeurs et Cantona comme meneur de jeu. Lilian Thuram et Cocard sont forfaits pour ce match. Au cours de ce match, Jean-Pierre Papin voit un penalty arrêté par le gardien australien Kalac, à la vingt-neuvième minute.
Mais à la quarante-deuxième minute, sur une transversale de Dugarry venue de la droite, Cantona reprend de la tête à treize mètres du but et lobe le gardien, qui était avancé. Cela constitue le seul et unique but du match permettant à la France de s'imposer un but à zéro. Il s'agit du vingtième et dernier but de Cantona avec les Bleus.
Il s'agit de la première sélection pour le Marseillais Barthez et pour le Bordelais Dugarry.
| 29 mai 1994    | Japon | 1 – 4   | France |                                                                                            |                                                                                            |
| 15:00 (UTC+09) | Ogura 78e |         | 16e Djorkaeff · 18e Papin · 54e (csc) Kurosaki · 56e Ginola                                                                                      | Stade olympique de Tōkyō, Tokyo Spectateurs : 48 841 Arbitrage : Letchmanasamy Kathirveloo | Stade olympique de Tōkyō, Tokyo Spectateurs : 48 841 Arbitrage : Letchmanasamy Kathirveloo |
| 15:00 (UTC+09) | (Rapports de la FFF et de la JFA) |         | | Stade olympique de Tōkyō, Tokyo Spectateurs : 48 841 Arbitrage : Letchmanasamy Kathirveloo | Stade olympique de Tōkyō, Tokyo Spectateurs : 48 841 Arbitrage : Letchmanasamy Kathirveloo |
| 15:00 (UTC+09) | Maekawa ( 46e Honnami) - Ihara, Natsuka, Hashiratani - Kondo, Iwamoto ( 69e Endo), Sawanobori, Asano ( 57e Moriyasu) - Hasegawa ( 46e Ogura), Kurosaki, Miura | Équipes | Lama - Angloma ( 85e Karembeu), Blanc, Desailly, di Meco ( 71e Lizarazu) - Djorkaeff, Deschamps, Le Guen - Cantona , Papin, Ginola ( 71e Ouédec) | Stade olympique de Tōkyō, Tokyo Spectateurs : 48 841 Arbitrage : Letchmanasamy Kathirveloo | Stade olympique de Tōkyō, Tokyo Spectateurs : 48 841 Arbitrage : Letchmanasamy Kathirveloo |

Le sélectionneur Aimé Jacquet aligne son équipe de base avec sa défense de zone à plat, Angloma et di Meco retrouvant leur rôle habituel d'arrières latéraux et Cantona conservant celui de meneur de jeu. Il s'agit de la première confrontation entre les deux sélections.
À la seizième minute, Youri Djorkaeff reprend de volée, à droite du but et dans la surface de réparation, une transversale venant de la gauche de Ginola, permettant à la France de mener un but à zéro. Il s'agit de son troisième but en sélection. Puis à la dix-neuvième minute, Djorkaeff récupère la balle et lance en profondeur Papin, qui pique son ballon au point de penalty pour tromper Maekawa. Il s'agit du vingt-neuvième but de Papin en sélection. Ensuite, Cantona frappe la barre transversale sur une barre enroulée en dehors de la surface de réparation et puis sur un centre, Djorkaeff coupe la trajectoire au point de penalty mais la balle passe au ras du poteau.
En seconde période, à la cinquante-quatrième minute, sur un corner tiré de Paul Le Guen, Kurosaki à la lutte avec Ginola touche de la tête le ballon aux six mètres et marque contre son camp. Peu de temps après, soit à la cinquante-sixième minute, Djorkaeff traverse la défense japonaise qui dégage par l'intermédiaire d'Iwamoto sur Ginola qui reprend de volée aux vingt mètres à gauche et le gardien Honnami (rentré à la mi-temps) fait une erreur en n'arrivant à capter le ballon qui rentre dans le but. Il s'agit du deuxième but en sélection pour Ginola. De plus, le but inscrit sur une faute de main du gardien est montré sur les écrans géants du stade.
Les Japonais sauvent l'honneur à la soixante-dix-neuvième minute, le joueur de l'Excelsior Rotterdam Ogura (rentré à la mi-temps) reprend une passe de Miura dans les six mètres et marque en pivot malgré la présence de Desailly sur la ligne. Il s'agit de son premier et unique but en sélection pour Ogura. La France s'impose finalement sur le score de quatre buts à un.
Il s'agit de la première sélection pour le Nantais Nicolas Ouédec.

## Tableau final
Compte tenu des résultats réalisés au cours du tournoi, le classement établi ci-dessous permet de donner à la France le titre de vainqueur de la Coupe Kirin 1994 : 
| Équipe    | Pts | J | V | N | D | Bp | Bc | Dif |
| --------- | --- | - | - | - | - | -- | -- | --- |
| France    | 6   | 2 | 2 | 0 | 0 | 5  | 1  | +4  |
| Australie | 1   | 2 | 0 | 1 | 1 | 1  | 2  | -1  |
| Japon     | 1   | 2 | 0 | 1 | 1 | 2  | 5  | -3  |

## Buteurs
1 but
- Tetsuya Asano
- Éric Cantona
- Youri Djorkaeff
- David Ginola
- Takafumi Ogura
- Jean-Pierre Papin
- Aurelio Vidmar

Contre son camp
- Hisashi Kurosaki

## Les vainqueurs
- Les 21 joueurs de l'équipe de France lors de la compétition :
  - Gardiens : 1 Bernard Lama, 16 Fabien Barthez, 13 Bruno Martini
  - Défenseurs : 15 Christian Karembeu, 2 Jocelyn Angloma, 5 Laurent Blanc, 3 Éric Di Meco, 4 Marcel Desailly, 17 Bixente Lizarazu
  - Milieux : 12 Emmanuel Petit, 21 Jean-Michel Ferri, 6 Didier Deschamps, 8 Paul Le Guen, 14 Corentin Martins, 18 Reynald Pedros
  - Attaquants : 19 Christophe Dugarry, 9 Jean-Pierre Papin, 11 David Ginola, 7 Éric Cantona, 10 Youri Djorkaeff, 20 Nicolas Ouédec.

| Vainqueur Coupe Kirin 1994 France 1er titre |